# Metodyka
Metodyka – zbiór metod, ustandaryzowane dla wybranego obszaru podejście do rozwiązywania problemów. Metodyka abstrahuje od merytorycznego kontekstu danego obszaru, a skupia się na metodach realizacji zadań, szczególnie metodach zarządzania.
W odróżnieniu od metodologii, która się skupia na odpowiedzi na pytanie Co należy robić?, metodyka koncentruje się na poszukiwaniu odpowiedzi na pytanie Jak to należy robić?. Bardziej kieruje się ku praktyce wykonawczej, a metodologia ku teorii zazwyczaj sprawnego działania. Przykładem jest metodyka zarządzania projektami: PRINCE2 lub TenStep.
Oprócz tego ogólnego znaczenia, metodyka ma też szczegółowe znaczenia w obrębie określonych dziedzin nauki. Np w pedagogice:
- Metodyka nauczania to dział dydaktyki szczegółowej, która zajmuje się poszukiwaniem efektywnych sposobów nauczania określonego przedmiotu poprzez analizę celów, treści, metod oraz form organizacyjnych kształcenia. To dyscyplina praktyczna zajmująca się metodami nauczania wybranych treści, najczęściej różnych przedmiotów nauki szkolnej. Nie ujawniając szczególnych aspiracji badawczych, które są typowe dla dydaktyki przedmiotowej metodyka nauczania sprowadza się do poszukiwania dróg (sposobów) racjonalnego działania poprzez możliwie dokładną analizę treści przedmiotowych oraz oparte na doświadczeniu nauczycielskim rozpoznanie metod i środków umożliwiających uczniom opanowanie tych treści.
- Metodyka wychowania to dyscyplina praktyczna zajmująca się celami, treścią, metodami, środkami i organizacją wychowania w szkołach i innych środowiskach wychowawczych (np. w harcerstwie). Układem odniesienia dla metodyki wychowania jest teoria wychowania a źródłem szczegółowych informacji – wyniki badań nad procesami, warunkami i potrzebami wychowania w różnych typach i na różnych szczeblach szkół, w rodzinie, przedszkolu, domu dziecka i innych zakładach wychowawczych oraz w organizacjach młodzieżowych. Ujmując proces wychowania w układzie systemowym i instytucjonalnym metodyka wychowania ma na celu podniesienie poziomu masowej praktyki wychowawczej.